# 劉軼
刘轶（?—?），字君文，一字君久，陈留郡东昏县（今河南省兰考县）人，东汉名士。梁孝王刘武后人，刘昆之子。
刘轶跟随其父刘昆学习施氏《易》，施氏易是西汉施雠所创立的学派。刘轶成为施氏《易》重要传人，门徒众多。汉明帝永平年间，担任太子中庶子。汉章帝建初年间，转任宗正，在官任上去世，于是世掌宗正。没有关于《易经》的著作传世。

## 延伸阅读
[在维基数据编辑]
 《後漢書/卷79上》，出自范晔《後漢書》
 《東觀漢記》